# Leichtathletik-Europameisterschaften 1962/800 m der Männer

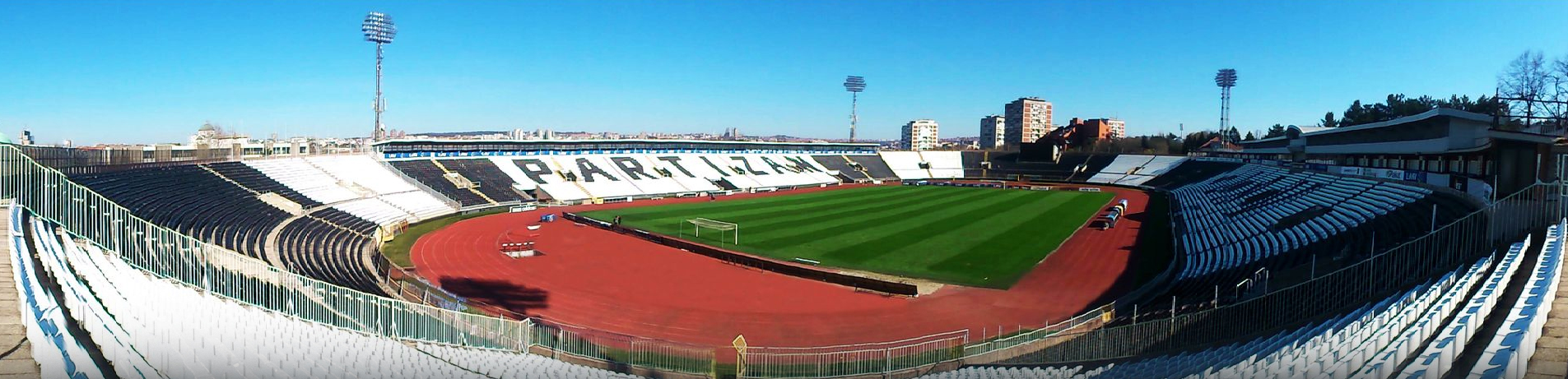
Panoramablick auf das Partizan-Stadion 2014 – 52 Jahre
nach den dortigen Europameisterschaften

Der 800-Meter-Lauf der Männer bei den Leichtathletik-Europameisterschaften 1962 wurde vom 13. bis 15. September 1962 im Belgrader Partizan-Stadion ausgetragen.
Mit Gold und Bronze gab es zwei Medaillen für das gesamtdeutsche Team. Europameister wurde der Manfred Matuschewski. Er gewann vor Waleri Bulischew aus der Sowjetunion. Bronze ging wie vier Jahre zuvor in Stockholm an Paul Schmidt.

## Bestehende Rekorde
| Weltrekord           | 1:44,3 min | Peter Snell     | Christchurch, Neuseeland | 3. Februar 1962 |
| Europarekord         | 1:45,7 min | Roger Moens     | Oslo, Norwegen           | 3. August 1955  |
| Meisterschaftsrekord | 1:47,1 min | Lajos Szentgáli | EM Bern, Schweiz         | 28. August 1954 |

Die Rennen wurden ausnahmslos in gemäßigtem Tempo gelaufen und waren auf den Spurt ausgerichtet. So wurde der seit 1954 bestehende EM-Rekord auch bei diesen Europameisterschaften nicht erreicht. Die schnellste Zeit erzielte der spätere Bronzemedaillengewinner Paul Schmidt aus Deutschland mit 1:50,0 min im zweiten Halbfinale. Damit verfehlte er den Rekord um 2,9 Sekunden. Zum Europarekord fehlten ihm 4,3 Sekunden, zum Weltrekord 5,7 Sekunden.

## Vorrunde
13. September 1962
Die Vorrunde wurde in sechs Läufen durchgeführt. Die ersten beiden Athleten pro Lauf – hellblau unterlegt – qualifizierten sich für das Halbfinale.

### Vorlauf 1
| Platz | Name            | Nation      | Zeit (min) |
| ----- | --------------- | ----------- | ---------- |
| 1     | Norbert Haupert | Luxemburg   | 1:53,0     |
| 2     | Olavi Salonen   | Finnland    | 1:53,3     |
| 3     | Noel Carroll    | Irland      | 1:53,9     |
| 3     | Klaus Widera    | Deutschland | 1:53,9     |
| 5     | Franz Bucheli   | Schweiz     | 1:54,2     |

### Vorlauf 2
| Platz | Name          | Nation           | Zeit (min) |
| ----- | ------------- | ---------------- | ---------- |
| 1     | Sidney Purkis | Großbritannien   | 1:54,5     |
| 2     | Paul Schmidt  | Deutschland      | 1:55,7     |
| 3     | Jan Kasal     | Tschechoslowakei | 1:55,7     |

### Vorlauf 3
| Platz | Name              | Nation      | Zeit (min) |
| ----- | ----------------- | ----------- | ---------- |
| 1     | Waleri Bulischew  | Sowjetunion | 1:51,0     |
| 2     | Volker Tulzer     | Österreich  | 1:51,0     |
| 3     | Francesco Bianchi | Italien     | 1:51,3     |
| 4     | Gilbert Iundt     | Frankreich  | 1:52,6     |

### Vorlauf 4
| Platz | Name                 | Nation           | Zeit (min) |
| ----- | -------------------- | ---------------- | ---------- |
| 1     | Josef Odložil        | Tschechoslowakei | 1:51,8     |
| 2     | Manfred Matuschewski | Deutschland      | 1:51,8     |
| 3     | Trevor Schofield     | Großbritannien   | 1:51,9     |
| 4     | Hugo Walser          | Liechtenstein    | 1:56,8     |

### Vorlauf 5

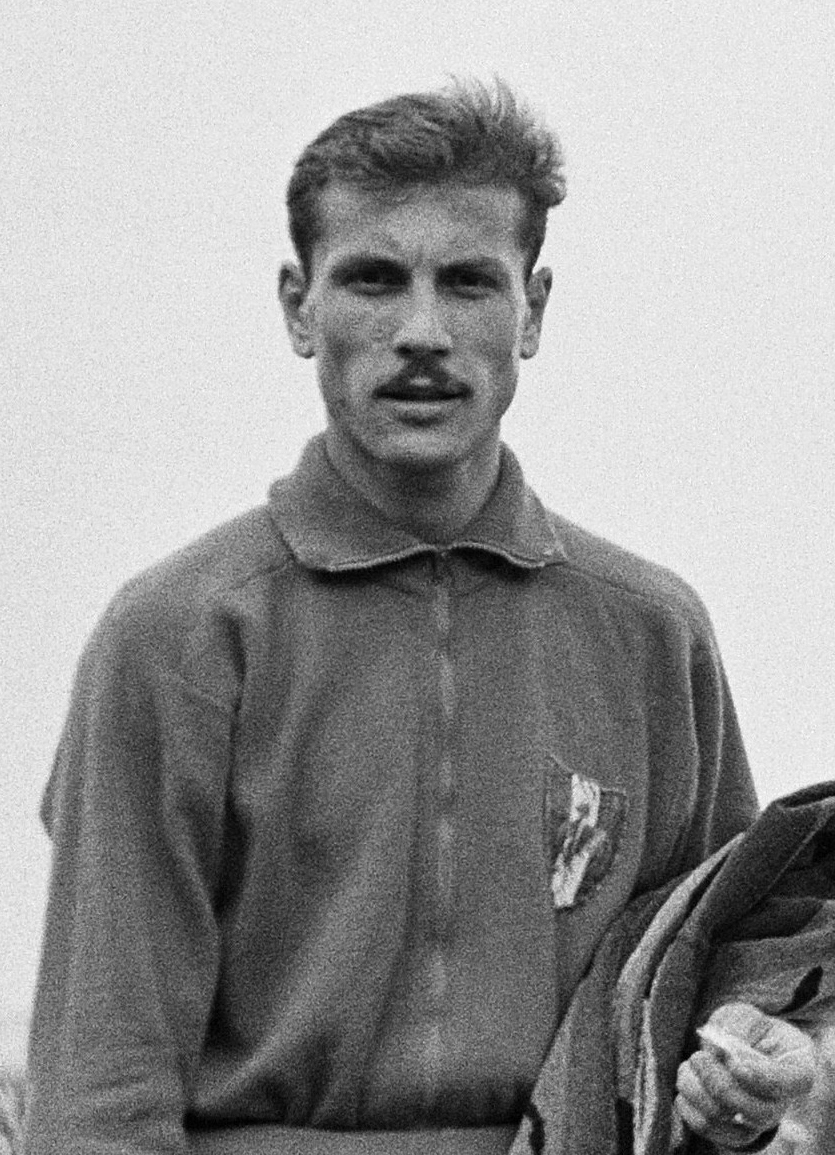
Für Maurice Lurot reichte es nach Platz vier im fünften Vorlauf nicht ins Halbfinale

| Platz | Name               | Nation           | Zeit (min) |
| ----- | ------------------ | ---------------- | ---------- |
| 1     | Abram Krywoschejew | Sowjetunion      | 1:58,5     |
| 2     | Tony Harris        | Großbritannien   | 1:58,6     |
| 3     | Jaromír Šlégr      | Tschechoslowakei | 1:58,8     |
| 4     | Maurice Lurot      | Frankreich       | 1:58,8     |

### Vorlauf 6
| Platz | Name              | Nation     | Zeit (min) |
| ----- | ----------------- | ---------- | ---------- |
| 1     | Derek McCleane    | Irland     | 1:50,8     |
| 2     | François Châtelet | Frankreich | 1:51,3     |
| 3     | Alberto Esteban   | Spanien    | 1:51,9     |
| DNF   | Joseph Lambrechts | Belgien    |            |

## Halbfinale
14. September 1962, 20.05 Uhr
In den beiden Halbfinalläufen qualifizierten sich die jeweils ersten drei Athleten – hellblau unterlegt – für das Finale.

### Lauf 1

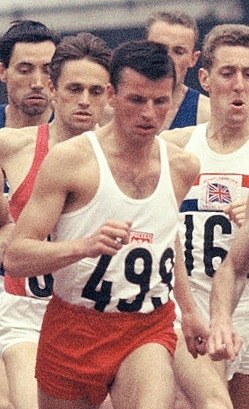
Als Fünfter im zweiten Halbfinale schied Josef Odložil aus – zwei Jahre später wurde er Olympiazweiter über 1500 Meter

| Platz | Name                 | Nation         | Zeit (min) |
| ----- | -------------------- | -------------- | ---------- |
| 1     | Olavi Salonen        | Finnland       | 1:51,6     |
| 2     | Manfred Matuschewski | Deutschland    | 1:51,6     |
| 3     | Waleri Bulischew     | Sowjetunion    | 1:52,1     |
| 4     | Norbert Haupert      | Luxemburg      | 1:52,2     |
| 5     | François Châtelet    | Frankreich     | 1:52,2     |
| 6     | Sidney Purkis        | Großbritannien | 1:52,3     |

### Lauf 2
| Platz | Name               | Nation           | Zeit (min) |
| ----- | ------------------ | ---------------- | ---------- |
| 1     | Paul Schmidt       | Deutschland      | 1:50,0     |
| 2     | Derek McCleane     | Irland           | 1:50,0     |
| 3     | Abram Krywoschejew | Sowjetunion      | 1:50,1     |
| 4     | Tony Harris        | Großbritannien   | 1:50,2     |
| 5     | Josef Odložil      | Tschechoslowakei | 1:51,0     |
| 6     | Volker Tulzer      | Österreich       | 1:51,1     |

## Finale

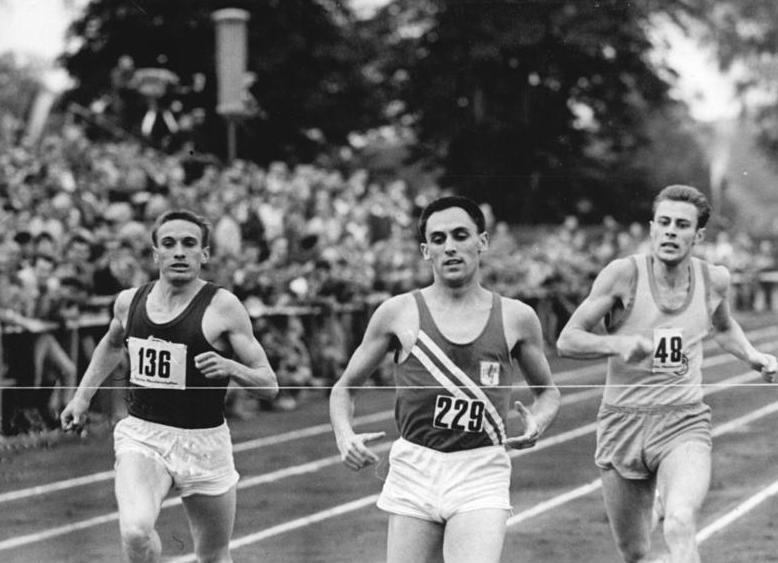
Europameister Manfred Matuschewski (Bildmitte) bei einem Rennen in der DDR – der Olympiasechste von 1960 gewann seinen ersten von zwei EM-Titeln
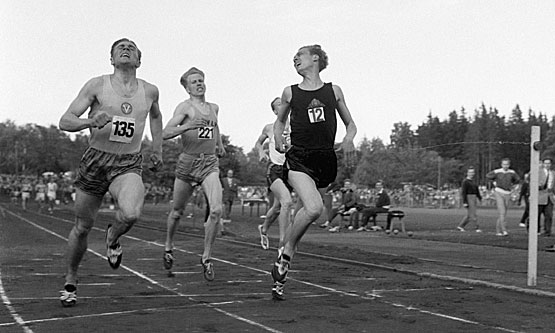
Olavi Salonen (links) – bei seinem Weltrekordlauf über 1500 Meter im Jahr 1957 – erreichte Platz vier

15. September 1962, 18.30 Uhr
| Platz | Name                 | Nation      | Zeit (min) |
| ----- | -------------------- | ----------- | ---------- |
| 1     | Manfred Matuschewski | Deutschland | 1:50,5     |
| 2     | Waleri Bulischew     | Sowjetunion | 1:51,2     |
| 3     | Paul Schmidt         | Deutschland | 1:51,2     |
| 4     | Olavi Salonen        | Finnland    | 1:51,2     |
| 5     | Derek McCleane       | Irland      | 1:51,3     |
| 6     | Abram Krywoschejew   | Sowjetunion | 1:51,5     |